# Robert C. Atherton
Robert Crossley Atherton (23 de febrero de 1908 - 1 de enero de 1986) fue un autor, editor y empresario estadounidense. Fue redactor jefe de la revista Cosmopolitan durante 7 años. Atherton fue el último editor masculino de la revista y permaneció en la empresa matriz, Hearst, convirtiéndose en su editor de viajes internacionales para su amplia cartera de revistas.

## Carrera
Atherton fue un escritor y editor estadounidense de periódicos, revistas y películas que destaca por haber sido el redactor jefe de la revista Cosmopolitan entre 1959 y 1965. Desde 1965 se convirtió en una revista femenina.
Atherton escribía artículos para la revista Cosmopolitan en 1949. La revista comenzó a publicar menos ficción durante la década de 1950. La circulación descendió a poco más de un millón en 1955, cuando Atherton se convirtió en redactor jefe, una época en la que las revistas se vieron eclipsadas por el auge de los libros de bolsillo y la televisión. En septiembre de 1954, como director adjunto, Atherton intentó traer nuevos ilustradores para refrescar el estilo de la revista. Los críticos habían tachado la revista de "sosa" y aburrida. Esta renovación interesó a los propietarios, que buscaban nuevas ideas, y Atherton no tardó en sustituir al director, John J. O'Connell, que llevaba en el cargo desde 1951.
La Edad de Oro de las revistas estaba llegando a su fin, ya que las publicaciones de interés general del mercado de masas daban paso a las revistas de interés especial por género dirigidas a públicos especializados. La circulación de Cosmopolitan siguió disminuyendo en un 20% durante la siguiente década, al igual que los ingresos por publicidad, que fueron similares. Atherton tomó las medidas necesarias para transformar la revista llenando las páginas con reproducciones de arte y artículos informativos y de actualidad relacionados con el derecho y la medicina. En la portada puso a iconos de la moda, actores, autores, intérpretes de música popular y celebridades.
Sin embargo, en 1965, tras los intentos fallidos de los propietarios de la revista por venderla, se identificó un nuevo editor potencial. Atherton fue destituido de su cargo de editor de Cosmopolitan en Estados Unidos y sustituido por Helen Gurley Brown, que a finales de 1965 había completado la transformación completa de una revista literaria en una revista femenina. Atherton pasó a ser editor internacional de Hearst Magazines.
Al final de su larga carrera editorial abrió una galería de arte en New Hope, Pensilvania. Su estado natal.

## Vida personal
Era hijo de Alfred Atherton ―de Bradford, Yorkshire― y de Ada Crossley ―de Mánchester, Inglaterra―. Sus padres se casaron en Bradford en 1900 y emigraron a Estados Unidos tras el nacimiento de su hermano mayor, Norman Sydney, en 1901. Su padre era carpintero.